# Граса Аранья, Жозе Перейра
Жозе Перейра да Аранья Граса (José Pereira da Graça Aranha, 21 июня 1868 — 26 января 1931) — бразильский писатель, дипломат, философ и литературный критик, который считается предшественником литературного течения модернизма в Бразилии. Он также был одним из организаторов Бразильской недели современного искусства в 1922 году.

## Биография
Родился в Сан-Луисе в богатой и образованной семье журналиста. В возрасте 13 лет окончил школу и отправился в Ресифи изучать право. Окончив университет с отличием в 1886 году, уехал работать на юг, став судьёй в одной из деревень в Эспириту-Санту.
Он был одним из основателей Бразильской академии литературы в 1897 году, хотя на тот момент не издал ещё ни одной книги (первый его роман был опубликован в 1902 году). В 1900 году поступил на дипломатическую службу, следующие двадцать лет жил за границей, выйдя в отставку в 1919 году и вернувшись в Бразилию в 1921; за это время написал ряд произведений. Главные свои романы написал в 1920-е годы, но в то время большинство из них были негативно восприняты критикой.
В 1924 году порвал отношения с Академией литературы, обвинив её в «старомодности», основав тогда же журнал «Movimento Brasileiro». В своих теоретических эссе активно призывал к развитию модернизма во всех видах искусства. Был известен своей теорией уникальности бразильской культуры, которая, по его мнению, была сформирована эмоциями трёх народов: португальцы, по его мнению, привнесли в неё тоску, африканцы — комический ужас, а индейцы — ужас метафизический. После его смерти группой интеллектуалов был создан фонд его имени.